# Euglossa rugilabris
Euglossa rugilabris är en biart som beskrevs av Jesus Santiago Moure 1967. Euglossa rugilabris ingår i släktet Euglossa, tribus orkidébin, och familjen långtungebin. Inga underarter finns listade.